# Cuthburga
Cuthburga (altenglisch Cūþburh oder Cūðburh, transliteriert Cuthburh, Cuthburgh oder Cuthburg, latinisiert neben Cuthburga auch Cuthburgis und Cuthberga, * um 670; † um 725) war eine angelsächsische Adlige und Äbtissin, die bereits kurz nach ihrem Tod als Heilige verehrt wurde.

## Überlieferung
Über Cuthburgas Leben ist nicht viel bekannt, die schriftliche Überlieferung begann erst in der Zeit nach der normannischen Eroberung Englands, also mehr als 300 Jahre nach ihrem Tod. Einer ihrer Biographen war Florentius von Worcester.

## Biografie
Cuthburga war die Tochter von Prinz Cenred, einem Cousin 2. Grades von Caedwalla, dem König von Wessex. Ihre Brüder waren Ine, der nach dem Thronverzicht und dem Übertritt Caedwallas zum christlichen Glauben von 688 bis 726 König von Wessex war, und Ingild, ein Vorfahre Alfreds des Großen. Daneben hatte sie noch drei Schwestern: Cwenburga, Edburga und Tata.
Um das Jahr 695 heiratete Cuthburga Aldfrith, den König von Northumbria (reg. 686–705), und gebar ihm ein Jahr später einen Sohn mit Namen Osred, der später ebenfalls König von Northumbria wurde (reg. 706–716). Weitere Söhne mit Namen Offa († 750) und Osric († 729) werden ebenfalls genannt. Möglicherweise gab es auch noch eine Tochter mit Namen Osanna (um 698–um 750), die später ebenfalls als Heilige verehrt wurde. Wenige Jahre später trennten sich Aldfrith und Cuthburga – wie es heißt, aus religiösen Gründen. Aldfrith starb im Jahr 705.
Gleichzeitig mit ihrer Schwester Cwenburga, die später ebenfalls als Heilige verehrt wurde, nahm Cuthburga daraufhin im Nonnenkloster von Barking Abbey bei London, welches für seinen hohen Bildungsstandard berühmt war, den Schleier. Entweder auf eigenes Betreiben oder aber auf die Initiative ihres Bruders Ine wurde um das Jahr 705 in der Waldeinsamkeit von Wimborne, dem heutigen Wimborne Minster, ein Nonnenkloster gegründet, dessen erste Äbtissin sie wurde. Ihre Schwester trat als Nonne ebenfalls in dieses Benediktinerinnen-Kloster ein, welches durch die herrschende Disziplin und Bildung bald das Kloster Barking übertrumpfte. Sie begleitete den hl. Bonifatius auf seinen Missionsreisen in Süddeutschland.
Cuthburga starb der Überlieferung nach am 31. August 725 (auch das Jahr 718 wird genannt). Angeblich liegt ihr Grab unter der Kanzel der ehemaligen Klosterkirche von Wimborne.

## Nachleben
In den Briefen des hl. Bonifatius findet sich eine Vision von Cuthburga in der Hölle.

## Darstellung
Von ihr sind keine Darstellungen bekannt.

## Nachfolge
Die Heiligen Walpurga, Agatha von Wimborne, Lioba und Thekla erhielten ebenfalls in Wimborne ihre religiöse und weltliche Ausbildung, bevor sie dem hl. Bonifatius auf Missionsreise in das heutige Süddeutschland folgten.